# چستر فرانکلین
چِستِر فرانکلین (انگلیسی: Chester Franklin؛ ۱ سپتامبر ۱۸۸۹ – ۱۲ مارس ۱۹۵۴) هنرپیشه و کارگردان اهل کشور ایالات متحده آمریکا بود. او در فیلم‌های صامت بازی می‌کرد. وی بین سال‌های ۱۹۱۲ تا ۱۹۳۶ میلادی فعالیت می‌کرد.
از فیلم‌هایی که وی در آن نقش داشته‌است، می‌توان به میراث هافمایر اشاره کرد.